# Цвиллинга (Челябинская область)
Цви́ллинга — посёлок в Чесменском районе Челябинской области России. Административный центр Цвиллингского сельского поселения.

## География
Расположено  на границе с Казахстаном. Ближайшие населённые пункты: посёлки Камышный и Бускульский.

## Население
| 2002 | 2010 |
| ---- | ---- |
| 484  | ↗515 |

По данным Всероссийской переписи, в 2010 году численность населения посёлка составляла 515 человек (254 мужчины и 261 женщина).

## Улицы
Уличная сеть посёлка состоит из 5 улиц.